# Ozyptila sincera canadensis
Ozyptila sincera là một phân loài nhện trong họ Thomisidae.
Loài này thuộc chi Ozyptila. Ozyptila sincera canadensis được miêu tả năm 1975 bởi Charles Denton Dondale & Redner.